# Địa hóa học
Địa hóa học, theo định nghĩa đơn giản của thuật ngữ này là hóa học của Trái Đất, bao gồm việc ứng dụng những nguyên lý cơ bản của hóa học để giải quyết các vấn đề địa chất.
Địa hóa học coi các nguyên tố hóa học và các đồng vị trong tự nhiên là đối tượng nghiên cứu, bởi vậy nó góp phần hoàn chỉnh những nhận thức và hiểu biết về sự phát triển của hành tinh chúng ta và cho phép ta có cách nhìn nhận mới về cơ chế thành tạo Trái Đất nói chung, về quá trình thành tạo đá, khoáng vật, những quy luật hình thành các mỏ khoáng sản và quy luật biến đổi môi trường sống, nhất là trong thời kỳ phát triển công nghiệp hiện nay.
Địa hóa học là một chuyên ngành khoa học về Trái Đất, trong đó bao hàm những ý tưởng của ngành khoa học nguyên tử hiện đại.

## Lịch sử

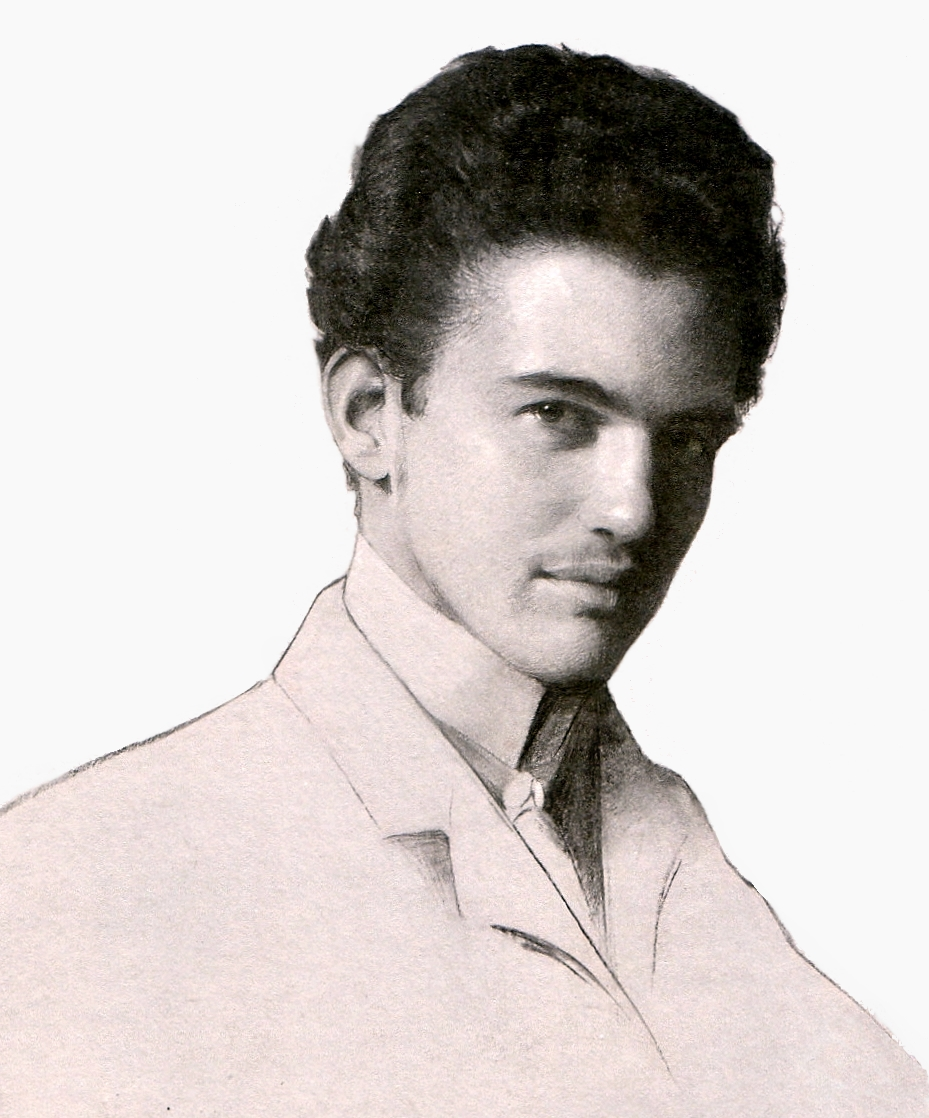
Victor Goldschmidt (1909)

Thuật ngữ  địa hóa học  lần đầu tiên được sử dụng bởi nhà hóa học người Đức gốc Thụy Sĩ Christian Friedrich Schönbein vào năm 1838: "địa hóa học phải được đưa ra so sánh, trước khi địa hóa học có thể trở thành địa chất, và trước bí ẩn về sự hình thành Các hành tinh của chúng ta và vật chất vô cơ của chúng có thể được tiết lộ. Từ địa hóa học đến vũ trụ học: Nguồn gốc của một ngành khoa học, 1915-1955 Tuy nhiên, trong phần còn lại của thế kỷ, thuật ngữ phổ biến hơn là "địa chất hóa học" và đã có ít liên hệ giữa nhà địa chất và nhà hóa học.
Địa hóa học nổi lên như một môn học riêng biệt sau khi các phòng thí nghiệm lớn được thành lập, được bắt đầu với Khảo sát địa chất Hoa Kỳ (USGS) vào năm 1884, và bắt đầu các cuộc khảo sát có hệ thống về hóa học của đá và khoáng sản. Nhà hóa học trưởng của USGS, Frank Wigglesworth Clarke, lưu ý rằng các nguyên tố thường giảm đi sự phong phú khi trọng lượng nguyên tử của chúng tăng lên, và tóm tắt công việc về sự phong phú nguyên tố trong  Dữ liệu của địa hóa học .
Thành phần của thiên thạch đã được nghiên cứu và so sánh với các loại đá trên mặt đất vào đầu năm 1850. Năm 1901, Oliver C. Farrington đã đưa ra giả thuyết rằng, mặc dù có sự khác biệt, sự phong phú tương đối vẫn giống nhau. Đây là sự khởi đầu của lĩnh vực vũ trụ học và đã đóng góp phần lớn những gì chúng ta biết về sự hình thành của Trái Đất và Hệ mặt trời.
Thành phần của thiên thạch đã được nghiên cứu và so sánh với các loại đá trên mặt đất vào đầu năm 1850. Năm 1901, Oliver C. Farrington đã đưa ra giả thuyết rằng, mặc dù có sự khác biệt, sự phong phú tương đối vẫn giống nhau. Đây là sự khởi đầu của lĩnh vực vũ trụ học và đã đóng góp phần lớn những gì chúng ta biết về sự hình thành của Trái Đất và Hệ mặt trời.

## Nguyên tố hóa học
Các khối vật liệu xây dựng là nguyên tố hóa học. Chúng có thể được xác định bởi số nguyên tử Z, là số proton trong hạt nhân. Một phần tử có thể có nhiều hơn một giá trị cho N, số neutron trong hạt nhân. Tổng của những thứ này là số khối, gần bằng với khối lượng nguyên tử. Các nguyên tử có cùng số nguyên tử nhưng số neutron khác nhau được gọi là đồng vị. Một đồng vị đã cho được xác định bằng một chữ cái cho phần tử đứng trước một siêu ký tự cho số khối. Ví dụ: hai đồng vị phổ biến của clo là 35Cl and 37Cl. Có khoảng 1700 kết hợp Z và N đã biết, trong đó chỉ có khoảng 260 là ổn định. Tuy nhiên, hầu hết các đồng vị không ổn định không xảy ra trong tự nhiên. Trong địa hóa học, các đồng vị ổn định được sử dụng để theo dõi các quá trình và phản ứng hóa học, trong khi các đồng vị chủ yếu được sử dụng để xác định mẫu.
Hành vi hóa học của một nguyên tử - ái lực với các nguyên tố khác và loại liên kết mà nó hình thành - được xác định bởi sự sắp xếp của các electron trong quỹ đạo, đặc biệt là các electron ngoài cùng (hóa trị). Những sắp xếp này được phản ánh ở vị trí của các phần tử trong bảng tuần hoàn. Dựa trên vị trí, các nguyên tố rơi vào các nhóm rộng kim loại kiềm, kim loại kiềm thổ, kim loại chuyển tiếp, bán kim loại (còn được gọi là metallicoid), halogen, khí hiếm, lanthanide và actinide.
Một sơ đồ phân loại hữu ích khác cho địa hóa học là Phân loại Goldschmidt, đặt các yếu tố thành bốn nhóm chính.  Litophiles  kết hợp dễ dàng với oxy. Các nguyên tố này, bao gồm Na, K, Si, Al, Ti, Mg và Ca, chiếm ưu thế trong vỏ Trái Đất, tạo thành silicate và các oxit khác. Các nguyên tố  Siderophile  (Fe, Co, Ni, Pt, Re, Os) có ái lực với sắt và có xu hướng tập trung trong lõi. Các yếu tố  Chalcophile  (Cu, Ag, Zn, Pb, S) sulfide; và các nguyên tố  atmophile  (O, N, H và các khí hiếm) thống trị bầu khí quyển. Trong mỗi nhóm, một số nguyên tố là vật liệu chịu lửa, duy trì ổn định ở nhiệt độ cao, trong khi các yếu tố khác là dễ bay hơi, bay hơi dễ dàng hơn, do đó sức nóng có thể tách chúng ra.

## Phân dị và trộn lẫn
Thành phần hóa học của Trái Đất và các cơ thể khác được xác định bởi hai quá trình đối lập: phân dị và trộn lẫn. Trong lớp phủ của Trái Đất, sự khác biệt xảy ra ở các dải núi giữa đại dương thông qua sự nóng chảy một phần, với nhiều vật liệu chịu lửa còn lại ở đáy thạch quyển trong khi phần còn lại tăng lên tạo thành đá bazan. Sau khi một mảng đại dương rơi xuống lớp phủ, cuối cùng đối lưu trộn hai phần lại với nhau. Xói mòn phân biệt đá granit, tách nó thành đất sét dưới đáy đại dương, sa thạch ở rìa lục địa và khoáng chất hòa tan trong nước biển. Sự biến chất và anatexis (sự tan chảy một phần của đá vỏ) có thể trộn các yếu tố này lại với nhau. Trong đại dương, các sinh vật sinh học có thể gây ra sự khác biệt hóa học, trong khi hòa tan các sinh vật và chất thải của chúng có thể trộn lại các vật liệu một lần nữa

### Cất phân đoạn
Một nguồn phân dị chính là cất phân đoạn, một sự phân bố không đồng đều các nguyên tố và đồng vị. Đây có thể là kết quả của các phản ứng hóa học, thay đổi pha, hiệu ứng động học hoặc phóng xạ. Ở quy mô lớn nhất,  phân biệt hành tinh  là sự phân tách vật lý và hóa học của một hành tinh thành các vùng khác biệt về mặt hóa học. Ví dụ, các hành tinh trên mặt đất hình thành các lõi giàu sắt và lớp vỏ và lớp vỏ giàu silicat. Trong lớp phủ của Trái Đất, nguồn gốc của sự khác biệt hóa học là tan chảy một phần, đặc biệt là gần các dải núi giữa đại dương. Đối lưu thần chú trong Trái Đất và các hành tinh. Điều này có thể xảy ra khi chất rắn không đồng nhất hoặc dung dịch rắn và một phần của sự tan chảy được tách ra khỏi chất rắn. Quá trình này được gọi là  cân bằng  hoặc  mẻ  tan chảy nếu chất rắn và tan chảy vẫn ở trạng thái cân bằng cho đến khi tan chảy và  phân đoạn  hoặc  Rayleigh  tan chảy loại bỏ liên tục.
Phân đoạn đồng vị có thể có các dạng phụ thuộc khối lượng và không phụ thuộc vào khối lượng. Các phân tử có đồng vị nặng hơn có năng lượng trạng thái mặt đất thấp hơn và do đó ổn định hơn. Kết quả là các phản ứng hóa học cho thấy sự phụ thuộc đồng vị nhỏ, với các đồng vị nặng hơn thích các loài hoặc hợp chất có trạng thái oxy hóa cao hơn; và trong các thay đổi pha, các đồng vị nặng hơn có xu hướng tập trung trong các pha nặng hơn. Phân số phụ thuộc khối lượng lớn nhất trong các phần tử ánh sáng vì sự khác biệt về khối lượng là một phần lớn hơn của tổng khối lượng.
Tỷ lệ giữa các đồng vị thường được so sánh với một tiêu chuẩn. Ví dụ, lưu huỳnh có bốn đồng vị ổn định, trong đó hai đồng vị phổ biến nhất là 32S và 34S. Tỷ lệ nồng độ của chúng, R=34S/32S, được báo cáo là
{\displaystyle \delta {}^{34}\mathrm {S} =1000\left({\frac {R}{R_{\mathrm {s} }}}-1\right),}
trong đó Rs có cùng tỷ lệ cho một tiêu chuẩn. Bởi vì sự khác biệt là nhỏ, tỷ lệ này được nhân với 1000 để biến nó thành một phần nghìn (được gọi là các phần trên một triệu). Điều này được biểu thị bằng ký hiệu ‰.

### Cân bằng
Phân đoạn cân bằng  xảy ra giữa các hóa chất hoặc pha ở trạng thái cân bằng với nhau. Trong phân số cân bằng giữa các pha, các pha nặng hơn thích các đồng vị nặng hơn. Đối với hai pha A và B, hiệu ứng có thể được biểu thị bằng hệ số
{\displaystyle a_{\mathrm {A-B} }={\frac {R_{\mathrm {A} }}{R_{\mathrm {B} }}}.}
Trong quá trình chuyển pha hơi-lỏng cho nước, al-v ở 20 độ Celsius là 1,0098 cho 18O và 1.084 cho 2H. Nói chung, phân số lớn hơn tại nhiệt độ thấp hơn. Tại 0 °C, the factors are 1.0117 and 1.111.

### Động học
Khi không có trạng thái cân bằng giữa các pha hoặc hợp chất hóa học,  phân đoạn động học  có thể xảy ra. Ví dụ, tại các giao diện giữa nước lỏng và không khí, phản ứng thuận được tăng cường nếu độ ẩm của không khí nhỏ hơn 100% hoặc hơi nước bị gió di chuyển. Phân đoạn động học nói chung được tăng cường so với phân đoạn cân bằng, và phụ thuộc vào các yếu tố như tốc độ phản ứng, đường phản ứng và năng lượng liên kết. Vì các đồng vị nhẹ hơn thường có liên kết yếu hơn, chúng có xu hướng phản ứng nhanh hơn và làm phong phú các sản phẩm phản ứng.
Phân đoạn sinh học là một dạng của phân đoạn động học, vì các phản ứng có xu hướng theo một hướng. Các sinh vật sinh học thích các đồng vị nhẹ hơn vì có chi phí năng lượng thấp hơn trong việc phá vỡ các liên kết năng lượng. Ngoài các yếu tố đã đề cập trước đó, môi trường và các loài của sinh vật có thể có ảnh hưởng lớn đến việc phân chia.

## Chu kỳ
Thông qua một loạt các quá trình vật lý và hóa học, các nguyên tố hóa học thay đổi nồng độ và di chuyển xung quanh theo cái gọi là  chu trình địa hóa . Một sự hiểu biết về những thay đổi này đòi hỏi cả mô hình lý thuyết và quan sát chi tiết. Mỗi hợp chất hóa học, nguyên tố hoặc đồng vị có nồng độ là một hàm C(r,t) về vị trí và thời gian, nhưng không thực tế để mô hình hóa sự biến đổi đầy đủ. Thay vào đó, theo cách tiếp cận mượn từ kỹ thuật hóa học, các nhà địa hóa học tập trung mức độ tập trung vào các khu vực trên Trái Đất gọi là  hồ chứa địa hóa . Việc lựa chọn hồ chứa phụ thuộc vào vấn đề; ví dụ, đại dương có thể là một hồ chứa duy nhất hoặc được chia thành nhiều hồ chứa. Các khía cạnh cơ bản của các mô hình định lượng cho các chu trình địa hóa. Trong một loại mô hình được gọi là  mô hình hộp , một bể chứa được thể hiện bằng một hộp có đầu vào và đầu ra.
Các mô hình địa hóa nói chung liên quan đến thông tin phản hồi. Trong trường hợp đơn giản nhất của chu trình tuyến tính, đầu vào hoặc đầu ra từ một bể chứa tỷ lệ thuận với nồng độ. Ví dụ, muối được loại bỏ khỏi đại dương bằng cách hình thành bốc hơi và với tốc độ bay hơi không đổi trong các lưu vực bay hơi, tốc độ loại bỏ muối phải tỷ lệ thuận với nồng độ của nó. Đối với một thành phần nhất định C, nếu đầu vào của một hồ chứa là một hằng số a và đầu ra là kC cho một hằng số k, sau đó mass balance phương trình là

| {\displaystyle {\frac {dC}{dt}}=a-kC.} | \| \| \| \| \| \| \| \| | (1) |
|                                        |                         |     |
|                                        |                         |     |
Điều này thể hiện một thực tế là bất kỳ thay đổi nào về khối lượng phải được cân bằng bởi những thay đổi ở đầu vào hoặc đầu ra. Trên thang đo thời gian t = 1/k, hệ thống tiếp cận trạng thái ổn định trong đó Csteady = a/k.  Thời gian cư trú  được định nghĩa là:{\displaystyle \tau _{\mathrm {res} }=C^{\text{steady}}/I=C^{\text{steady}}/O,} khi I và O là tỷ lệ đầu vào và đầu ra. Trong ví dụ trên, tốc độ đầu vào và đầu ra trạng thái ổn định đều bằng a, nên τres = 1/k.
Nếu tốc độ đầu vào và đầu ra là các hàm phi tuyến của C, chúng vẫn có thể được cân bằng chặt chẽ theo quy mô thời gian lớn hơn nhiều so với thời gian cư trú; nếu không sẽ có biến động lớn trong C. Trong trường hợp đó, hệ thống luôn ở gần trạng thái ổn định và sự mở rộng bậc thấp nhất của phương trình cân bằng khối lượng sẽ dẫn đến một phương trình tuyến tính như phương trình (1). Trong hầu hết các hệ thống, một hoặc cả hai đầu vào và đầu ra phụ thuộc vào C, dẫn đến một phản hồi có xu hướng duy trì trạng thái ổn định. Nếu một lực lượng bên ngoài làm nhiễu hệ thống, nó sẽ trở về trạng thái ổn định theo thang thời gian là 1/k

## Sự phong phú của các nguyên tố

### Hệ Mặt Trời

Abundances of solar system elements.

Thành phần của Hệ mặt trời tương tự như nhiều ngôi sao khác, và ngoài những dị thường nhỏ, nó có thể được coi là hình thành từ tinh vân mặt trời có thành phần đồng nhất và thành phần của Mặt trời Photosphere tương tự như phần còn lại của Hệ mặt trời. Thành phần của không gian ảnh được xác định bằng cách khớp đường hấp thụ trong quang phổ với các mô hình bầu khí quyển của Mặt trời. Cho đến nay, hai nguyên tố lớn nhất tính theo phần trăm của tổng khối lượng là hydro (74,9%) và helium (23,8%), với tất cả các yếu tố còn lại chỉ đóng góp 1,3%. Có một xu hướng chung của giảm theo cấp số mũ trong phong phú với số nguyên tử tăng dần, mặc dù các nguyên tố có số nguyên tử chẵn phổ biến hơn so với các nước láng giềng số lẻ của chúng (quy tắc Oddo bồi Harkins). So với xu hướng chung, lithium, boron và beryllium đã cạn kiệt và sắt được làm giàu một cách bất thường.:284–285.
Mô hình của sự phong phú nguyên tố chủ yếu là do hai yếu tố. Hydro, heli và một số lithium là được hình thành trong khoảng 20 phút sau Vụ nổ lớn, trong khi phần còn lại là được tạo ra trong nội thất của các ngôi sao.:316–317

### Thiên thạch
Thiên thạch có nhiều loại chế phẩm, nhưng phân tích hóa học có thể xác định liệu chúng đã từng ở hành tinh mà tan chảy hay khác biệt. ]] s không phân biệt và có các vùi khoáng tròn gọi là chondrule s. Với độ tuổi 4,56 tỷ năm, chúng có niên đại hệ mặt trời sơ khai. Một loại đặc biệt, CI chondrite, có thành phần gần giống với hình ảnh của Mặt trời, ngoại trừ sự cạn kiệt của một số chất bay hơi (H, He, C, N, O) và một nhóm các nguyên tố (Li, B, Be) bị phá hủy bởi sự tổng hợp hạt nhân trong Mặt trời. Do thuộc nhóm thứ hai, chondrites CI được coi là phù hợp hơn cho thành phần của Hệ mặt trời ban đầu. Hơn nữa, phân tích hóa học của CI chondrites chính xác hơn so với quang cầu, do đó, nó thường được sử dụng làm nguồn cho sự phong phú hóa học, mặc dù độ hiếm của chúng (chỉ có năm được phục hồi trên Trái Đất).

### Các hành tinh khổng lồ

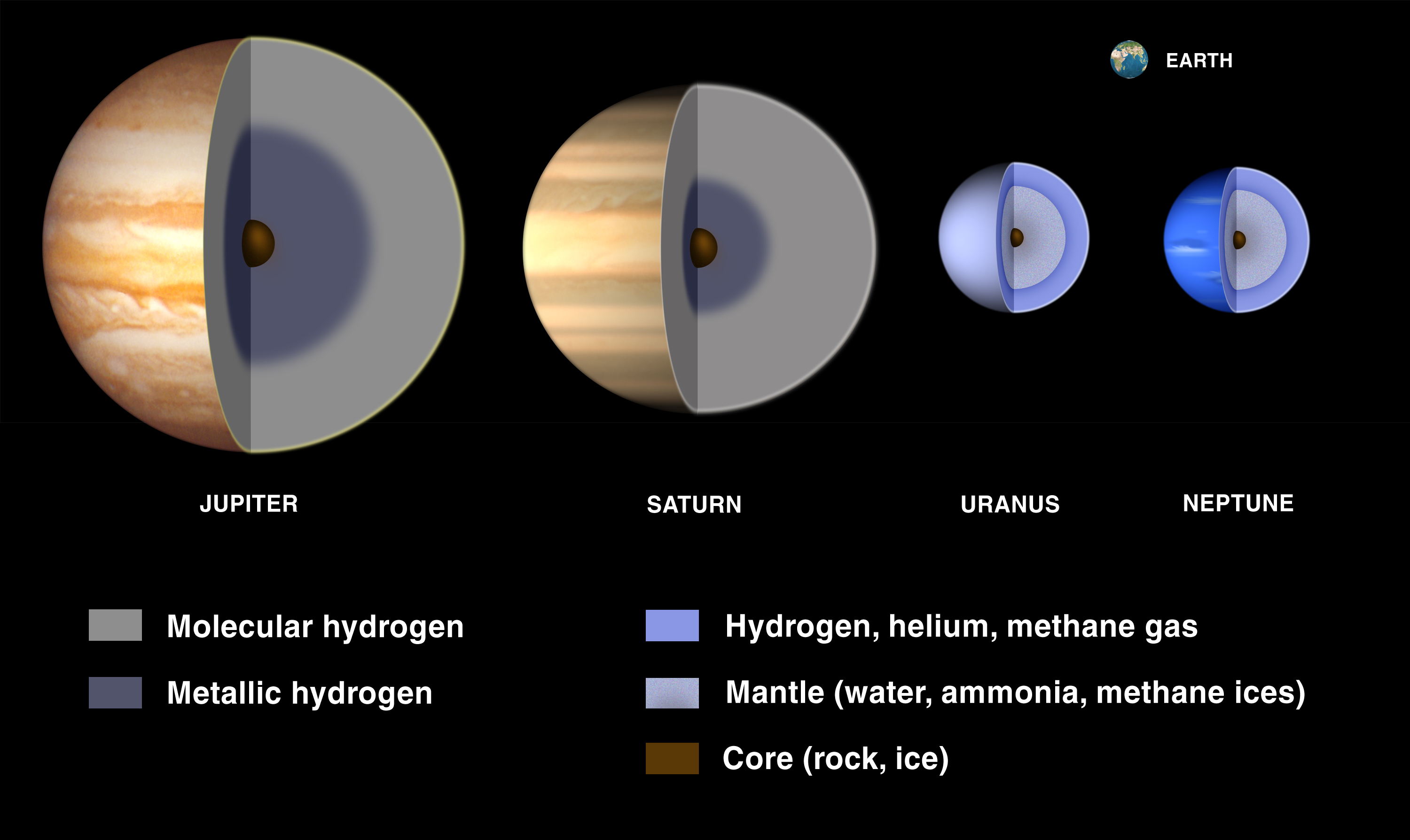
Cutaways illustrating models of the interiors of the giant planets.

Các hành tinh của Hệ Mặt Trời được chia thành hai nhóm: bốn hành tinh bên trong là hành tinh trên mặt đất s [[[Mercury (hành tinh)|Mercury]], Venus, Earth và [ [Mars]]), với kích thước tương đối nhỏ và bề mặt đá. Bốn hành tinh bên ngoài là hành tinh khổng lồ, bị chi phối bởi hydro và helium và có mật độ trung bình thấp hơn. Chúng có thể được chia nhỏ thành khổng lồ khí (Jupiter và Saturn) và khổng lồ băng s (Thiên vương và Hải vương) có lõi băng giá lớn.:26–27,283–284
Hầu hết thông tin trực tiếp của chúng tôi về thành phần của các hành tinh khổng lồ là từ quang phổ. Từ những năm 1930, Sao Mộc được biết là có chứa hydro, metan và amoni. Vào những năm 1960, interferometry đã tăng đáng kể độ phân giải và độ nhạy của phân tích quang phổ, cho phép xác định một tập hợp các phân tử lớn hơn nhiều bao gồm ethane, acetylene, nước và carbon monoxit. Tuy nhiên, quang phổ trên Trái Đất trở nên ngày càng khó khăn hơn với các hành tinh xa hơn, vì ánh sáng phản xạ của Mặt trời mờ hơn nhiều; và phân tích quang phổ ánh sáng từ các hành tinh chỉ có thể được sử dụng để phát hiện sự rung động của các phân tử, nằm trong dải tần số hồng ngoại. Điều này hạn chế sự phong phú của các yếu tố H, C và N.
Nguyên tử helium có các rung động trong phạm vi tia cực tím, được hấp thụ mạnh mẽ bởi bầu khí quyển của các hành tinh bên ngoài và Trái Đất. Do đó, mặc dù có rất nhiều, helium chỉ được phát hiện khi tàu vũ trụ được gửi đến các hành tinh bên ngoài, và sau đó chỉ gián tiếp thông qua sự biến dạng do va chạm trong các phân tử hydro. Thông tin thêm về Sao Mộc được lấy từ  Đầu dò Galileo ' khi nó được gửi vào khí quyển vào năm 1995; và nhiệm vụ cuối cùng của thăm dò Cassini vào năm 2017 là để vào bầu khí quyển của Sao Thổ. Trong bầu khí quyển của Sao Mộc, Người ta thấy rằng mình bị suy giảm bởi hệ số 2 so với thành phần mặt trời và Ne với hệ số 10, một kết quả đáng ngạc nhiên vì các loại khí cao quý khác và các nguyên tố C, N và S được tăng cường bởi các yếu tố 2 đến 4 (oxy cũng bị cạn kiệt nhưng điều này được quy cho vùng khô bất thường mà Galileo đã lấy mẫu).
Các phương pháp quang phổ chỉ xuyên qua bầu khí quyển của Sao Mộc và Sao Thổ đến độ sâu nơi áp suất bằng khoảng 1 bar, xấp xỉ áp suất khí quyển ở mực nước biển. Đầu dò Galileo thâm nhập tới 22 vạch. Đây là một phần nhỏ của hành tinh, dự kiến sẽ đạt áp lực hơn 40 Mbar. Để hạn chế thành phần trong nội thất, các mô hình nhiệt động lực học được xây dựng bằng cách sử dụng thông tin về nhiệt độ từ phổ phát xạ hồng ngoại và phương trình trạng thái cho các chế phẩm có khả năng. Các thí nghiệm áp suất cao dự đoán rằng hydro sẽ là một chất lỏng kim loại trong phần bên trong Sao Mộc và Sao Thổ, trong khi ở Sao Thiên Vương và Sao Hải Vương, nó vẫn ở trạng thái phân tử. Ước tính cũng phụ thuộc vào các mô hình cho sự hình thành của các hành tinh. Sự ngưng tụ của tinh vân tổng thống sẽ dẫn đến một hành tinh khí có cùng thành phần với Mặt trời, nhưng các hành tinh cũng có thể đã hình thành khi một lõi rắn thu được khí tinh vân.
Trong các mô hình hiện tại, bốn hành tinh khổng lồ có lõi đá và băng có kích thước gần bằng nhau, nhưng tỷ lệ hydro và heli giảm từ khoảng 300 khối lượng Trái Đất ở Sao Mộc xuống 75 ở Sao Thổ và chỉ một số ít ở Thiên vương tinh và Hải vương tinh. Do đó, trong khi những người khổng lồ khí chủ yếu bao gồm hydro và heli, thì những người khổng lồ băng chủ yếu bao gồm các nguyên tố nặng hơn (O, C, N, S), chủ yếu ở dạng nước, metan và amonia. Các bề mặt đủ lạnh để hydro phân tử ở dạng lỏng, vì vậy phần lớn mỗi hành tinh có khả năng là một đại dương hydro phủ lên một trong những hợp chất nặng hơn. Bên ngoài lõi, Sao Mộc có lớp phủ hydro kim loại lỏng và bầu khí quyển hydro và heli phân tử. Hydro kim loại không kết hợp tốt với helium và trong Sao Thổ, nó có thể tạo thành một lớp riêng biệt bên dưới hydro kim loại.

### Hành tinh đất đá
Các hành tinh đất đá được cho là đến từ cùng một vật chất tinh vân như các hành tinh khổng lồ, nhưng chúng đã mất hầu hết các nguyên tố nhẹ hơn và có lịch sử khác nhau. Các hành tinh gần Mặt trời hơn có thể có phần tử vật liệu chịu lửa cao hơn, nhưng nếu các giai đoạn hình thành sau này của chúng liên quan đến sự va chạm của các vật thể lớn có quỹ đạo lấy mẫu các phần khác nhau của Hệ Mặt trời, thì có thể có ít sự phụ thuộc hệ thống vào vị trí.
Thông tin trực tiếp về Sao Hỏa, Sao Kim và Sao Thủy phần lớn đến từ các nhiệm vụ tàu vũ trụ. Sử dụng quang phổ tia gamma, thành phần của lớp vỏ Sao Hỏa đã được đo bằng quỹ đạo Mars Odyssey và lớp vỏ của Sao Thủy bằng tàu vũ trụ  MESSENGER . Thông tin bổ sung về Sao Hỏa xuất phát từ các thiên thạch rơi xuống Trái Đất (Shergottite, Nakhlite s và Chassignite, được gọi chung là thiên thạch SNC). Sự phong phú cũng bị hạn chế bởi khối lượng của các hành tinh, trong khi sự phân bố bên trong của các yếu tố bị hạn chế bởi những khoảnh khắc quán tính của chúng.
Các hành tinh ngưng tụ từ tinh vân mặt trời và phần lớn các chi tiết về thành phần của chúng được xác định bằng cách phân đoạn khi chúng nguội đi. Các giai đoạn ngưng tụ rơi vào năm nhóm. Đầu tiên để ngưng tụ là các vật liệu giàu các yếu tố chịu lửa như Ca và Al. Chúng được theo sau bởi niken và sắt, sau đó magiê silicat. Dưới khoảng 700 kelvin s (700 K), FeS và các kim loại và silicat giàu dễ bay hơi tạo thành nhóm thứ tư, và trong nhóm thứ năm FeO nhập silicat magnesi. Các thành phần của các hành tinh và Mặt trăng là  chondritic , có nghĩa là trong mỗi nhóm, tỷ lệ giữa các yếu tố giống như trong các chondrites carbonaceous.
Các ước tính của các thành phần hành tinh phụ thuộc vào mô hình được sử dụng. Trong mô hình 'ngưng tụ cân bằng', mỗi hành tinh được hình thành từ một "vùng cho ăn", trong đó các thành phần của chất rắn được xác định bởi nhiệt độ trong vùng đó. Do đó, Sao Thủy hình thành ở 1400 K, trong đó sắt vẫn ở dạng kim loại nguyên chất và có ít magnesi hoặc silic ở dạng rắn; Sao Kim ở 900 K, vì vậy tất cả magnesi và silicon ngưng tụ; Trái Đất ở 600 K, vì vậy nó chứa FeS và silicat; và sao Hỏa ở 450 K, vì vậy FeO được tích hợp vào silicat magnesi. Vấn đề lớn nhất với lý thuyết này là các chất bay hơi sẽ không ngưng tụ, do đó các hành tinh sẽ không có bầu khí quyển và Trái Đất không có bầu khí quyển.
Trong các mô hình  chondritic trộn , các chế phẩm của chondrites được sử dụng để ước tính các thành phần hành tinh. Ví dụ, một mô hình trộn hai thành phần, một thành phần có thành phần của chondrites C1 và một thành phần chỉ có các thành phần chịu lửa của chondrites C1. Trong một mô hình khác, sự phong phú của năm nhóm phân đoạn được ước tính bằng cách sử dụng một yếu tố chỉ mục cho mỗi nhóm. Đối với nhóm vật liệu chịu lửa nhất, uranium được sử dụng; sắt cho lần thứ hai; tỷ lệ kali và thallium so với urani trong hai lần tiếp theo; và tỷ lệ mol FeO / (FeO + MgO) cuối cùng. Sử dụng các mô hình nhiệt và địa chấn cùng với lưu lượng và mật độ nhiệt, Fe có thể bị hạn chế trong vòng 10 phần trăm trên Trái Đất, Sao Kim và Sao Thủy. Bạn có thể bị giới hạn trong khoảng 30% trên Trái Đất, nhưng sự phong phú của nó trên các hành tinh khác dựa trên "những phỏng đoán có giáo dục". Một khó khăn với mô hình này là có thể có những lỗi đáng kể trong dự đoán của nó về sự phong phú dễ bay hơi vì một số chất bay hơi chỉ bị ngưng tụ một phần.

## Vỏ Trái Đất
Các thành phần đá phổ biến hơn là gần như tất cả các oxit; Chloride, sulfide và fluoride là những ngoại lệ quan trọng duy nhất đối với điều này và tổng lượng của chúng trong bất kỳ loại đá nào thường ít hơn 1%. Đến năm 1911, F. W. Clarke đã tính toán rằng hơn 47% vỏ Trái Đất bao gồm oxy. Nó xảy ra chủ yếu trong sự kết hợp như các oxit, trong đó chủ yếu là silica, alumina, oxit sắt và các loại cacbonat khác nhau (calci cacbonat, magnesi cacbonat, natri cacbonat và kali cacbonat). Các silica có chức năng chủ yếu là một axit, tạo thành silicat và tất cả các khoáng chất phổ biến nhất của đá lửa đều có bản chất này. Từ một tính toán dựa trên 1672 phân tích của nhiều loại đá, Clarke đã đưa ra kết quả sau đây là thành phần phần trăm trung bình của vỏ Trái Đất: SiO2 = 59,71, Al2O3 = 15,41, Fe2O3 = 2,63, FeO = 3,52, MgO = 4,36, CaO = 4,90, Na2O = 3,55, K2O = 2,80, H2O = 1,52, TiO2 = 0,60, P2O5 = 0,22, (tổng 99,22%). Tất cả các thành phần khác chỉ xảy ra với số lượng rất nhỏ, thường là ít hơn 1%.
Những oxit này kết hợp một cách khó hiểu. Ví dụ, kali (kali cacbonat) và soda (natri cacbonat) kết hợp để tạo ra fenspat. Trong một số trường hợp, chúng có thể có các dạng khác, chẳng hạn như nepheline, leucite và muscovite, nhưng trong phần lớn các trường hợp chúng được tìm thấy dưới dạng fenspat. Axit photphoric với vôi (calci cacbonat) tạo thành apatit. Titanium dioxide với oxit sắt tạo ra ilmenit. Một phần của vôi tạo thành fenspat vôi. Magnesi carbonate và oxit sắt với silica kết tinh thành olivin hoặc enstatite, hoặc với alumina và vôi tạo thành các silicat ferro-magnes phức tạp mà pyroxen, amphibole và biotit là chủ yếu. Bất kỳ dư thừa silica trên những gì được yêu cầu để trung hòa các base sẽ tách ra thành thạch anh; dư thừa alumina kết tinh như corundum. Chúng chỉ được coi là xu hướng chung. Có thể, bằng phân tích đá, có thể nói xấp xỉ những khoáng chất mà đá chứa, nhưng có rất nhiều ngoại lệ đối với bất kỳ quy tắc nào.

### Kết cấu khoáng sản
Ngoại trừ trong đá lửa axit hoặc silic chứa hơn 66% silica, được gọi là đá felsic, thạch anh không có nhiều trong đá lửa. Trong các loại đá cơ bản (chứa 20% silica hoặc ít hơn), rất hiếm khi chúng chứa nhiều silic, chúng được gọi là đá m khủng. Nếu magnesi và sắt trên trung bình trong khi silica thấp, olivin có thể được dự kiến; trong đó silica có mặt với số lượng lớn hơn các khoáng chất ferro-magnesi, như augite, hornblend, enstatite hoặc biotite, xảy ra thay vì olivin. Trừ khi kali cao và silica tương đối thấp, leucite sẽ không có mặt, vì leucite không xảy ra với thạch anh tự do. Nepheline, tương tự, thường được tìm thấy trong đá có nhiều soda và tương đối ít silica. Với độ kiềm cao, pyroxenes và amphibole chứa soda có thể có mặt. Tỷ lệ phần trăm của silica và kiềm càng thấp thì tỷ lệ nhiễm fenspat plagioclase càng cao khi được ký hợp đồng với soda hoặc fenspat kali.
Lớp vỏ Trái Đất bao gồm 90% khoáng chất silicat và sự phong phú của chúng trong Trái Đất như sau: plagioclase feldspar (39%), fenspat kiềm (12%), thạch anh (12%), pyroxene (11%), amphibole (5%), micas (5%), khoáng sét (5%); các khoáng chất silicat còn lại chiếm 3% vỏ Trái Đất. Chỉ 8% Trái Đất bao gồm các khoáng chất không silicat như cacbonat, oxit và sulfide.
Yếu tố xác định khác, cụ thể là các điều kiện vật lý tham dự hợp nhất, đóng vai trò trên một phần nhỏ hơn, nhưng không có nghĩa là không đáng kể. Một số khoáng chất thực tế bị giới hạn trong các loại đá xâm nhập sâu, ví dụ, microcline, muscovite, diallage. Leucite rất hiếm trong khối plutonic; nhiều khoáng chất có đặc thù đặc biệt trong đặc tính vi mô tùy theo chúng kết tinh ở độ sâu hay gần bề mặt, ví dụ, hypersthene, orthoclase, thạch anh. Có một số trường hợp tò mò về các loại đá có cùng thành phần hóa học, nhưng bao gồm các khoáng chất hoàn toàn khác nhau, ví dụ, hornblendite của Gran, ở Na Uy, chỉ chứa hornblend, có cùng thành phần với một số camptonite của cùng một địa phương có chứa fenspat và hornblend của nhiều loại khác nhau. Trong mối liên hệ này, chúng tôi có thể lặp lại những gì đã nói ở trên về sự ăn mòn của khoáng vật por porritic trong đá lửa. Trong rhyolite và trachytes, các tinh thể đầu tiên của hornblend và biotite có thể được tìm thấy với số lượng lớn được chuyển đổi một phần thành augit và Magnetite. Hornblende và biotite ổn định dưới áp suất và các điều kiện khác bên dưới bề mặt, nhưng không ổn định ở mức cao hơn. Trong khối lượng mặt đất của những tảng đá này, augite gần như phổ biến. Nhưng các đại diện plutonic của cùng loại magma, granit và syenit có chứa biotite và hornblend phổ biến hơn nhiều so với augite.

## Dấu vết kim loại trong đại dương
Kim loại dấu vết dễ dàng tạo thành phức chất với các ion chính trong đại dương, bao gồm hydroxide, cacbonat và chloride và sự thay đổi hóa học của chúng thay đổi tùy thuộc vào việc môi trường bị oxy hóa hay khử. Benjamin (2002) định nghĩa các phức kim loại có nhiều loại phối tử, trừ nước, là phức chất phối tử. Trong một số trường hợp, một phối tử chứa nhiều hơn một nguyên tử nhà tài trợ, tạo thành các phức chất rất mạnh, còn được gọi là chelate (phối tử là chelator). Một trong những chất thải sắt phổ biến nhất là EDTA (ethylenediaminetetraacetic acid), có thể thay thế sáu phân tử nước và tạo liên kết mạnh với các kim loại có cộng hai điện tích. Với sự phức tạp mạnh hơn, hoạt động thấp hơn của ion kim loại tự do được quan sát. Một hậu quả của khả năng phản ứng thấp hơn của các kim loại phức so với cùng nồng độ của kim loại tự do là sự thải sắt có xu hướng ổn định kim loại trong dung dịch nước thay vì trong chất rắn.
Nồng độ của các kim loại vi lượng cadmium, đồng, molybdenum, mangan, rhenium, uranium và vanadi trong trầm tích ghi lại lịch sử oxy hóa khử của các đại dương. Trong môi trường nước, cadmium (II) có thể ở dạng CdCl+(aq) trong nước oxic hoặc CdS (s) trong môi trường khử. Do đó, nồng độ Cd cao hơn trong trầm tích biển có thể chỉ ra các điều kiện tiềm năng oxy hóa khử thấp trong quá khứ. Đối với đồng (II), một dạng phổ biến là CuCl+ (aq) trong môi trường oxic và CuS (s) và Cu2S trong môi trường giảm. Môi trường nước biển giảm dẫn đến hai trạng thái oxy hóa có thể là đồng, Cu (I) và Cu (II). Molypden có mặt ở trạng thái oxy hóa Mo (VI) dưới dạng MoO42-(aq) trong môi trường oxic. Mo (V) và Mo (IV) có mặt trong các môi trường giảm ở dạng MoO2+(aq) và MoS2(s). Rhenium có mặt ở trạng thái oxy hóa Re (VII) dưới dạng ReO4- trong điều kiện oxi, nhưng bị khử thành Re (IV) có thể tạo thành ReO2 hoặc ReS<phụ>2. Uranium ở trạng thái oxy hóa VI trong UO2(CO3)34- (aq) và được tìm thấy ở dạng rút gọn UO2(s). Vanadi ở một số dạng ở trạng thái oxy hóa V (V); HVO42- và H2 VO4-. Các dạng rút gọn của nó có thể bao gồm VO2+, VO(OH)3- và V(OH)3. Sự thống trị tương đối của các loài này phụ thuộc vào pH.
Các kim loại có dấu vết phân phối chất dinh dưỡng có liên quan chặt chẽ với các chu kỳ bên trong của chất hữu cơ hạt, đặc biệt là sự đồng hóa bởi sinh vật phù du. Nồng độ hòa tan thấp nhất của các kim loại này là ở bề mặt đại dương, nơi chúng bị đồng hóa bởi sinh vật phù du. Khi hòa tan và phân hủy xảy ra ở độ sâu lớn hơn, nồng độ của các kim loại vi lượng này tăng lên. Thời gian lưu trú của các kim loại này, chẳng hạn như kẽm, là vài nghìn đến một trăm nghìn năm. Cuối cùng, một ví dụ về kim loại vi lượng được nhặt rác là nhôm, có tương tác mạnh với các hạt cũng như thời gian cư trú ngắn trong đại dương. Thời gian cư trú của kim loại vi lượng nhặt rác là khoảng 100 đến 1000 năm. Nồng độ của các kim loại này cao nhất xung quanh trầm tích đáy, thủy nhiệt và sông. Đối với nhôm, bụi khí quyển cung cấp nguồn đầu vào bên ngoài lớn nhất vào đại dương.
Sắt và đồng cho thấy sự phân phối lai trong đại dương. Họ bị ảnh hưởng bởi tái chế và nhặt rác dữ dội. Sắt là một chất dinh dưỡng hạn chế trong các khu vực rộng lớn của đại dương, và được tìm thấy rất nhiều cùng với mangan gần lỗ thông thủy nhiệt. Ở đây, nhiều kết tủa sắt được tìm thấy, chủ yếu ở dạng sulfide sắt và các hợp chất oxyhydroxide sắt bị oxy hóa. Nồng độ của sắt gần lỗ thông thủy nhiệt có thể lên tới một triệu lần nồng độ được tìm thấy trong đại dương mở.
Sử dụng các kỹ thuật điện hóa, có thể chỉ ra rằng các kim loại vi lượng hoạt tính sinh học (kẽm, coban, cadmium, sắt và đồng) bị ràng buộc bởi các phối tử hữu cơ trong nước biển bề mặt. Những phức chất phối tử này phục vụ để giảm khả dụng sinh học của kim loại vi lượng trong đại dương. Ví dụ, đồng, có thể độc hại đối với thực vật phù du đại dương và vi khuẩn, có thể tạo thành phức hợp hữu cơ. Sự hình thành của các phức hợp này làm giảm nồng độ của các phức vô cơ sinh học đồng có thể gây độc cho sinh vật biển ở nồng độ cao. Không giống như đồng, độc tính kẽm trong thực vật phù du biển thấp và không có lợi thế nào trong việc tăng liên kết hữu cơ của Zn2+. Ở những vùng có chất diệp lục thấp, chất dinh dưỡng thấp, sắt là chất dinh dưỡng hạn chế, với các loài chiếm ưu thế là các phức hữu cơ mạnh của Fe (III).

## Một số định nghĩa tham khảo
- F.Clarke (1924): "Trong mục tiêu của chúng ta, mỗi loại đá có thể xem như một hệ hóa học cân bằng, trong đó dưới tác động của các tác nhân khác nhau đã xảy ra những biến đổi và mỗi biến đổi như vậy có liên quan đến sự phá hủy cân bằng, dẫn tới xuất hiện một hệ mới bền vững trong điều kiện mới. Nghiên cứu những biến đổi này là nội dung của địa hóa học".
- V.I. Vernatski (1927): "Địa hóa học nghiên cứu các nguyên tố hóa học - các nguyên tử của vỏ Trái Đất và có thể cả toàn bộ Trái Đất nữa. Địa hóa học nghiên cứu lịch sử của các nguyên tố hóa học, sự phân bố và vận động của chúng trong không gian theo thời gian, quan hệ nguồn gốc của chúng trong hành tinh của chúng ta"
- A.E. Fersman (1932): "Địa hóa học nghiên cứu lịch sử của các nguyên tố hóa học trong vỏ Trái Đất và hành tinh chúng ta trong các điều kiện nhiệt động và hóa lý khác nhau của tự nhiên"
- V.M. Goldschmidt (1954 - với sự hiệu đính của A.Meyer): "Địa hóa học hiện đại nghiên cứu hàm lượng của các nguyên tố hóa học trong các khoáng vật, quặng, đất, nước và không khí, các quy luật khống chế sự phân bố của các nguyên tố hóa học và các đồng vị trong Trái Đất".

Là một ngành khoa học mới về Trái Đất, địa hóa học ra đời làm cầu nối giữa ngành khoa học tự nhiên cơ bản như vật lý, hóa học với các ngành khoa học địa chất: khoáng vật học, thạch học.